# Oribe Peralta
Pour les articles homonymes, voir Peralta.
Oribe Peralta est un footballeur international mexicain né le 12 janvier 1984 à Torreón. Il joue au poste d'attaquant.

## Biographie
Oribe Peralta est né à Torreón, dans l'état de Coahuila, au Mexique.
Il est marié à Mónica Quintana et a 3 enfants. Son frère, Obed Peralta a également été footballeur professionnel et a joué en 2e division mexicaine avec le Club Tijuana.
En octobre 2011, il participe avec l'equipe du Mexique des moins de 23 ans aux Jeux panaméricains à Guadalajara. Peralta y remporte le tournoi et finit meilleur buteur du tournoi avec 6 buts.
Il fait partie de l'équipe du Mexique olympique de football pour les Jeux olympiques 2012. Il y remporte la médaille d'or, inscrivant les deux buts du Mexique lors de la finale face au Brésil.
Oribe Peralta repart aux Jeux olympiques en 2016. Il est alors âgé de 32 ans, mais le règlement autorise chaque équipe à prendre trois joueurs de plus de 23 ans. Il jouera deux matchs et marquera un but face à l'Allemagne, mais son équipe ne passe pas les phases de poules.

## Statistiques
| Saison                | Club                         | Championnat           | Championnat | Championnat | Coupe(s) nationale(s) | Coupe(s) nationale(s) | Compétition(s) continentale(s) | Compétition(s) continentale(s) | Compétition(s) continentale(s) | Coupe du monde des clubs | Coupe du monde des clubs | Mexique | Mexique | Total | Total |
| Saison                | Club                         | Division              | M.          | B.          | M.                    | B.                    | Comp.                          | M.                             | B.                             | M.                       | B.                       | M.      | B.      | M.    | B.    |
| 2002-2003             | Monarcas Morelia             | Primera División      | 2           | 0           | 0                     | 0                     | CCC                            | 1                              | 0                              | -                        | -                        | -       | -       | 3     | 0     |
| 2003-2004             | Club León (prêt)             | Primera División A    | 35          | 7           | 0                     | 0                     | -                              | -                              | -                              | -                        | -                        | -       | -       | 35    | 7     |
| 2004-2005             | CF Monterrey                 | Primera División      | 40          | 9           | 0                     | 0                     | CCC                            | 3                              | 0                              | -                        | -                        | 2       | 0       | 45    | 9     |
| 2005-2006             | CF Monterrey                 | Primera División      | 24          | 2           | 2                     | 0                     | -                              | -                              | -                              | -                        | -                        | -       | -       | 26    | 2     |
| Sous-total            | Sous-total                   | Sous-total            | 64          | 11          | 2                     | 0                     | -                              | 3                              | 0                              | -                        | -                        | 2       | 0       | 71    | 11    |
| Entre-saison 2005     | Chivas de Guadalajara (prêt) | -                     | -           | -           | -                     | -                     | CL                             | 4                              | 0                              | -                        | -                        | -       | -       | 4     | 0     |
| 2006-2007             | Santos Laguna                | Primera División      | 35          | 4           | 0                     | 0                     | -                              | -                              | -                              | -                        | -                        | -       | -       | 35    | 4     |
| 2007-2008             | Santos Laguna                | Primera División      | 29          | 4           | 0                     | 0                     | -                              | -                              | -                              | -                        | -                        | -       | -       | 29    | 4     |
| 2008-2009             | Santos Laguna                | Primera División      | 10          | 0           | 0                     | 0                     | SL+LCC                         | 2+4                            | 0+2                            | -                        | -                        | -       | -       | 16    | 2     |
| 2008-2009             | Jaguares de Chiapas (prêt)   | Primera División      | 19          | 6           | 0                     | 0                     | -                              | -                              | -                              | -                        | -                        | -       | -       | 19    | 6     |
| 2009-2010             | Jaguares de Chiapas (prêt)   | Primera División      | 16          | 6           | 0                     | 0                     | -                              | -                              | -                              | -                        | -                        | -       | -       | 16    | 6     |
| Sous-total            | Sous-total                   | Sous-total            | 35          | 12          | 0                     | 0                     | -                              | 0                              | 0                              | -                        | -                        | 0       | 0       | 35    | 12    |
| 2009-2010             | Santos Laguna                | Primera División      | 22          | 9           | 1                     | 0                     | -                              | -                              | -                              | -                        | -                        | -       | -       | 23    | 9     |
| 2010-2011             | Santos Laguna                | Primera División      | 31          | 5           | 0                     | 0                     | LCC                            | 9                              | 3                              | -                        | -                        | -       | -       | 40    | 8     |
| 2011-2012             | Santos Laguna                | Primera División      | 40          | 28          | 0                     | 0                     | LCC                            | 8                              | 7                              | -                        | -                        | 8       | 2       | 56    | 37    |
| 2012-2013             | Santos Laguna                | Liga MX               | 23          | 13          | 0                     | 0                     | LCC                            | 8                              | 0                              | -                        | -                        | 6       | 2       | 37    | 15    |
| 2013-2014             | Santos Laguna                | Liga MX               | 35          | 19          | 2                     | 0                     | CL                             | 7                              | 3                              | -                        | -                        | 16      | 12      | 60    | 34    |
| Sous-total            | Sous-total                   | Sous-total            | 225         | 82          | 3                     | 0                     | -                              | 38                             | 15                             | -                        | -                        | 30      | 16      | 296   | 113   |
| 2014-2015             | Club América                 | Liga MX               | 38          | 15          | 0                     | 0                     | LCC                            | 6                              | 7                              | -                        | -                        | 6       | 0       | 50    | 22    |
| 2015-2016             | Club América                 | Liga MX               | 40          | 17          | 0                     | 0                     | LCC                            | 7                              | 3                              | 2                        | 1                        | 12      | 6       | 61    | 27    |
| 2016-2017             | Club América                 | Liga MX               | 35          | 14          | 6                     | 1                     | -                              | -                              | -                              | 3                        | 1                        | 9       | 2       | 53    | 18    |
| 2017-2018             | Club América                 | Liga MX               | 41          | 9           | 4                     | 1                     | LCC                            | 5                              | 0                              | -                        | -                        | 8       | 1       | 58    | 11    |
| 2018-2019             | Club América                 | Liga MX               | 28          | 5           | 1                     | 0                     | -                              | -                              | -                              | -                        | -                        | -       | -       | 29    | 5     |
| Sous-total            | Sous-total                   | Sous-total            | 182         | 60          | 11                    | 2                     | -                              | 18                             | 10                             | 5                        | 2                        | 35      | 9       | 251   | 83    |
| 2019-2020             | Chivas de Guadalajara        | Liga MX               | 15          | 1           | 4                     | 1                     | -                              | -                              | -                              | -                        | -                        | -       | -       | 19    | 2     |
| 2020-2021             | Chivas de Guadalajara        | Liga MX               | 13          | 0           | 2                     | 0                     | -                              | -                              | -                              | -                        | -                        | -       | -       | 15    | 0     |
| 2021                  | Chivas de Guadalajara        | Liga MX               | 5           | 0           | 0                     | 0                     | -                              | -                              | -                              | -                        | -                        | -       | -       | 5     | 0     |
| Sous-total            | Sous-total                   | Sous-total            | 33          | 1           | 6                     | 1                     | -                              | 0                              | 0                              | -                        | -                        | 0       | 0       | 39    | 2     |
| Total sur la carrière | Total sur la carrière        | Total sur la carrière | 576         | 173         | 22                    | 3                     | -                              | 64                             | 25                             | 5                        | 2                        | 67      | 25      | 734   | 228   |

## Palmarès
| Monarcas Morelia (0)                                                | Club León (1)                                     | CF Monterrey (0)                                                    | Santos Laguna (2) | Club América (5) |
| ------------------------------------------------------------------- | ------------------------------------------------- | ------------------------------------------------------------------- | --- | --- |
| - Primera División : - Vice-champion : Apertura 2002, Clausura 2003 | - Primera División A : - Champion : Clausura 2004 | - Primera División : - Vice-champion : Apertura 2004, Apertura 2005 | - Primera División : - Champion : Clausura 2008, Clausura 2012 - Vice-champion : Apertura 2010, Apertura 2011 - Ligue des champions de la CONCACAF : - Finaliste : 2011-2012 et 2012-2013 | - Primera División : - Champion : Apertura 2014, Apertura 2018 - Vice-champion : Apertura 2016 - Ligue des champions de la CONCACAF : - Vainqueur : 2014-2015 et 2015-2016 - Copa México : - Vainqueur : Clausura 2019 |

| Mexique (2)                                                             | Mexique olympique (1)                                  | Mexique -20 ans (1)                       |
| ----------------------------------------------------------------------- | ------------------------------------------------------ | ----------------------------------------- |
| - Gold Cup : - Vainqueur : 2015 - CONCACAF Cup (en) : - Champion : 2015 | - Jeux olympiques : - Vainqueur : Jeux olympiques 2012 | - Jeux panaméricains : - Vainqueur : 2011 |